# Dan Bakkedahl
Dan Bakkedahl est un acteur américain, né le 18 novembre 1969  à Rochester (Minnesota). 

## Filmographie partielle

### Cinéma
- 2012 : 40 ans : Mode d'emploi (This Is 40) de Judd Apatow
- 2013 : Les Flingueuses (The Heat) de Paul Feig
- 2015 : Brave New Jersey de Jody Lambert
- 2017 : Killing Hasselhoff de Darren Grant
- 2017 : Battle of the Sexes de Jonathan Dayton et Valerie Faris

### Télévision
- 2012-2019 : Veep : Roger Furlong
- 2014-2019 : Les Goldberg : Mr. Woodburn
- 2015-2019 : Life in Pieces : Tim Hughes
- 2021 : Made for Love : Herringbone
- 2024 : Code Quantum : Milton Wells